# Festival de Viña del Mar 1983
Le Festival de Viña del Mar 1983 est la 24e édition annuelle du Festival international de la chanson de Viña del Mar.

## Développement
- Présentateurs:  Antonio Vodanovic et  Paulina Nin de Cardona

Artistes
- Miguel Piñera
- Florcita Motuda
- Andrea Tessa
- Los Jaivas
- Zalo Reyes
- José Luis Perales
- Silvana Di Lorenzo
- Lucía Méndez
- Víctor Manuel
- Ana Belén
- Paloma San Basilio
- Jairo
- Miami Sound Machine
- Bucks Fizz
- Emmanuel
- Valerio
- Joan Baptista Humet
- Shakin' Stevens

## Concours

### Jury
- Enrique Maluenda
- Juan Carlos Duque
- Jorge Pedreros
- Eduardo Ravani
- Gloria Benavides

### Concours folklorique
| Pays  | Titre                       | Interprète         | Auteur                         | Compositeur                    | Position  |
| ----- | --------------------------- | ------------------ | ------------------------------ | ------------------------------ | --------- |
| Chili | En los tiempos de mi abuelo | Juan Carlos Méndez | Roberto Rojas et Juan Castillo | Roberto Rojas et Juan Castillo | 1er place |

### Concours international
| Pays      | Titre               | Interprète        | Auteur                         | Compositeur                    | Position  |
| --------- | ------------------- | ----------------- | ------------------------------ | ------------------------------ | --------- |
| Uruguay   | Alma, corazón y pan | Gervasio          | Gervasio                       | Gervasio                       | 1er place |
| Brésil    | Yo te agradezco     | Márcio Greyck     | Carlos Colla et Mauricio Duboc | Carlos Colla et Mauricio Duboc | 2e place  |
| Indonésie | Amado mío (Sayang)  | Hetty Koes Endang | Titik Hamzah                   | Titik Hamzah                   | 3e place  |

- Meilleur interprète: Hetty Koes Endang ( Indonésie)

### Sources
- (es) Cet article est partiellement ou en totalité issu de l’article de Wikipédia en espagnol intitulé « XXIV Festival Internacional de la Canción de Viña del Mar » (voir la liste des auteurs).